# Eridolius ussuriensis
Eridolius ussuriensis là một loài tò vò trong họ Ichneumonidae.